# Guettarda grazielae
Guettarda grazielae là một loài thực vật có hoa trong họ Thiến thảo. Loài này được M.R.Barbosa mô tả khoa học đầu tiên năm 1997.